# 赫尔曼·博内
赫尔曼·博内（挪威語：Hermann Bohne，1890年9月22日—1949年1月5日），生于特罗姆瑟，挪威男子竞技体操运动员。他曾获得1908年夏季奥运会体操比赛男子团体全能银牌。他于1949年在特罗姆瑟去世。